# Blastocele

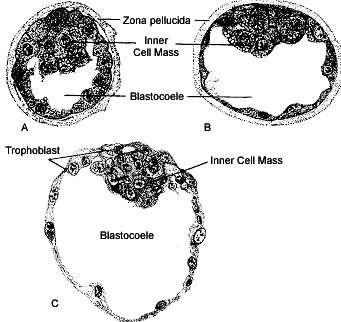
Blastocele nei mammiferi

Il blastocele, o celoma primario, è la cavità piena di liquido che si forma nell'embrione allo stadio di blastula.
Essa è delimitata dal blastoderma, costituito da cellule detti blastomeri, estremamente attivate verso la sintesi di DNA, destinato alle future divisioni mitotiche. Tali cellule secernono un liquido che va a riempire il blastocele.
Negli organismi pseudocelomati dà origine al "falso celoma" o pseudocele, a differenza del celoma propriamente detto di Protostomi e Deuterostomi che origina viceversa dal mesoderma. Gli organismi che presentano lo pseudocele a maturazione sono classificati come Aschelminti,il cui gruppo più numeroso sono i nematoda. Gruppo probabilmente parafiletico, ma su cui sono avanzate anche ipotesi di monofilia.
Allo stadio di blastula succede quello di gastrula, pertanto il blastocele si invagina fino poi a differenziarsi a seconda dei vari gruppi.

## Anfibi
Un embrione anfibio con circa 128 cellule è considerato una blastula poiché il blastocele diventa evidente durante questo stadio. La cavità piena di liquido si forma nell'emisfero animale della rana. È stato dimostrato nell'embrione di rana che il primo solco di scissione si allarga nell'emisfero animale creando una piccola cavità intercellulare che viene sigillata attraverso giunzioni strette. Mentre la scissione continua, la cavità si espande fino a diventare un blastocele sviluppato. Il blastocele è una componente essenziale dello sviluppo degli embrioni anfibi perché permette la migrazione cellulare durante la gastrulazione e impedisce alle cellule al di sotto del blastocele di interagire prematuramente con le cellule sopra il blastocele. Ad esempio, impedisce alle cellule vegetali destinate a diventare endoderma di entrare in contatto con le cellule dell'ectoderma destinato a dare origine alla pelle e ai nervi. Durante la fase successiva dello sviluppo embrionale, la gastrulazione anfibia, il blastocele viene spostato dalla formazione dell'arcenterone. Alla fine della gastrulazione, il blastocele è eliminato.

## Ricci di mare
A 120 cellule, l'embrione di riccio di mare è considerato una blastula a causa del blastocele sviluppato, che circonda e tocca ogni cellula embrionale. Ogni cellula è a contatto con il fluido proteico del blastocele all'interno e tocca lo strato ialino all'esterno. I blastomeri sono strettamente connessi a causa di giunzioni strette che creano un epitelio che circonda completamente il blastocele. Anche se i blastomeri continuano a dividersi, la blastula si assottiglia mentre l'embrione si espande verso l'esterno. Ciò succede a causa dell'afflusso di acqua che espande il blastocele e spinge le cellule che lo circondano verso l'esterno. L'emisero vegetale e l'emisfero animale sviluppano e secernono un enzima che consente all'embrione di diventare una blastula. Dopo che la blastula si schiude dall'involucro di fertilizzazione, il lato vegetale della blastula comincia ad appiattirsi e ispessirsi mentre un piccolo gruppo di cellule sviluppa processi lunghi e sottili chiamati filopodi. Queste cellule, indicate come mesenchima primario, si dissociano e penetrano nel blastocele. Le cellule si muovono casualmente all'interno del blastocele, fino a che non si localizzano nella regione ventrolaterale.

## Mammiferi

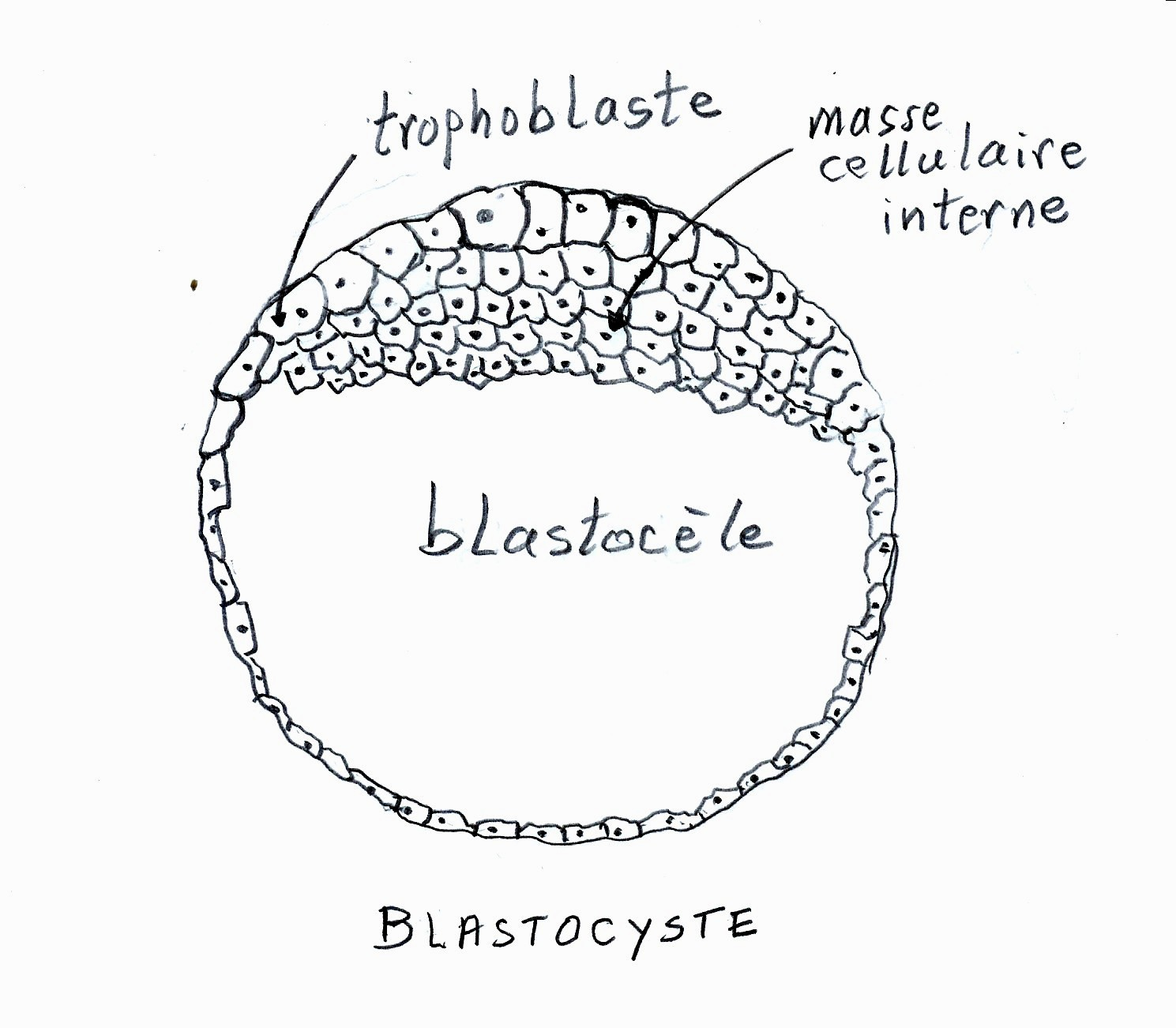

Dopo la fecondazione, le cellule dei mammiferi, chiamate blastomeri, si scindono fino ad arrivare nello stadio a 16 cellule chiamato morula. La morula possiede un piccolo gruppo di cellule interne circondate da un ampio gruppo di cellule esterne. Le cellule interne sono chiamate la massa cellulare interna (ICM) e continueranno a fare parte dell'embrione reale. Le cellule esterne circostanti diventano le cellule del trofoblasto. In questa fase non vi è alcuna cavità all'interno della morula; l'embrione è ancora una palla di cellule. In un processo chiamato cavitazione, le cellule del trofoblasto secernono un fluido nella morula per creare il blastocele. Le membrane delle cellule del trofoblasto contengono pompe al sodio, scambiatori Na+/K+ ATPasi e pompe Na+/H+, che immettono il sodio nella cavità centrale. L'accumulo di sodio attira l'acqua osmoticamente, allargando il blastocele all'interno dell'embrione. Le cellule dell'ovidotto stimolano le pompe al sodio mentre l'uovo fecondato viaggia lungo la tuba di Falloppio verso l'utero. Mentre l'embrione si divide ulteriormente, il blastocele si espande e la massa cellulare interna viene posizionata su un lato delle cellule del trofoblasto formando una blastula, chiamata blastocisti.

## Uccelli
Simile ai mammiferi, la fecondazione dell'ovulo degli uccelli si verifica nell'ovidotto. Da lì si forma un piccolo ammasso di cellule nel polo animale dell'uovo, che subisce uno scollamento meroblastico discoidale. Il blastoderma si sviluppa nell'epiblasto e nell'ipoblasto ed è tra questi strati che si formerà il blastocele. La forma e la formazione del blastodisco aviario differisce da quello anfibio, ma la relazione spaziale complessiva del blastocele rimane la stessa.